# Харолд (Јужна Дакота)
Харолд (енгл. Harrold) град је у америчкој савезној држави Јужна Дакота.

## Демографија
По попису из 2010. године број становника је 124, што је 85 (-40,7%) становника мање него 2000. године.
| Група             | 2000.       | 2010.       |
| Белци             | 200 (95,7%) | 118 (95,2%) |
| Афроамериканци    | 0 (0,0%)    | 1 (0,8%)    |
| Азијати           | 0 (0,0%)    | 0 (0,0%)    |
| Хиспаноамериканци | 6 (2,9%)    | 0 (0,0%)    |
| Укупно            | 209         | 124         |